# Lijst van voetbalinterlands Angola - Botswana
Deze lijst van voetbalinterlands is een overzicht van alle officiële voetbalwedstrijden tussen de nationale teams van Angola en Botswana. De landen speelden tot op heden twaalf keer tegen elkaar. De eerste ontmoeting was een kwalificatiewedstrijd voor de Afrika Cup 1996 op 22 januari 1995 in Gaborone. Het laatste duel, een vriendschappelijke wedstrijd, werd gespeeld in Johannesburg (Zuid-Afrika) op 17 november 2022.

## Wedstrijden
| №  | Plaats       | Datum             | Competitie                   | Wedstrijd         | Uitslag |
| -- | ------------ | ----------------- | ---------------------------- | ----------------- | ------- |
| 1  | Gaborone     | 22 januari 1995   | Afrika Cup 1996 kwalificatie | Botswana − Angola | 1 − 2   |
| 2  | Luanda       | 30 juli 1995      | Afrika Cup 1996 kwalificatie | Angola − Botswana | 4 − 0   |
| 3  | Luanda       | 18 juli 2004      | COSAFA Cup 2004              | Angola − Botswana | 1 − 1   |
| 4  | Johannesburg | 9 augustus 2005   | Vriendschappelijk            | Botswana − Angola | 0 − 0   |
| 5  | Johannesburg | 10 augustus 2005  | Vriendschappelijk            | Angola − Botswana | 0 − 0   |
| 6  | Gaborone     | 29 juli 2007      | COSAFA Cup 2007              | Botswana − Angola | 0 − 0   |
| 7  | Gaborone     | 30 september 2016 | Vriendschappelijk            | Botswana − Angola | 1 − 1   |
| 8  | Pietersburg  | 28 mei 2018       | COSAFA Cup 2018              | Botswana − Angola | 2 − 1   |
| 9  | Luanda       | 9 september 2018  | Afrika Cup 2019 kwalificatie | Angola − Botswana | 1 − 0   |
| 10 | Francistown  | 22 maart 2019     | Afrika Cup 2019 kwalificatie | Botswana − Angola | 0 − 1   |
| 11 | Durban       | 10 juli 2022      | COSAFA Cup 2022              | Botswana − Angola | 1 − 0   |
| 12 | Johannesburg | 17 november 2022  | Vriendschappelijk            | Angola − Botswana | 1 − 0   |

## Samenvatting
| Competitie              | Totaal gespeeld | Winst Angola | Gelijk | Winst Botswana | Doelsaldo Angola – Botswana |
| ----------------------- | --------------- | ------------ | ------ | -------------- | --------------------------- |
| Afrika Cup-kwalificatie | 4               | 4            | 0      | 0              | 8 − 1                       |
| COSAFA Cup              | 4               | 0            | 2      | 2              | 2 − 4                       |
| Vriendschappelijk       | 4               | 1            | 3      | 0              | 2 − 1                       |
| Totaal                  | 12              | 5            | 5      | 2              | 12 − 6                      |

Wedstrijden bepaald door strafschoppen worden, in lijn met de FIFA, als een gelijkspel gerekend.